# Coppa Italia di Serie A2 Élite 2023-2024
La Coppa Italia di Serie A2 Élite 2023-2024 è la 1ª edizione della manifestazione riservata alle formazioni di Serie A2 Élite di calcio a 5. La competizione consiste in due turni di qualificazione e in una Final Four svoltasi il 23 e 24 marzo 2024 presso il PalaErcole di Policoro.

## Formula
Partecipavano alla fase di qualificazione le squadre giunte tra il primo e l'ottavo posto nel proprio girone di Serie A2 Élite al termine del girone d'andata.

## Date e programma
| Turno                      | Sorteggio        | Date                          |
| -------------------------- | ---------------- | ----------------------------- |
| I turno di qualificazione  |                  | 23 gennaio – 1º febbraio 2024 |
| II turno di qualificazione | 13 febbraio 2024 |                               |
| Final Four                 | 13 marzo 2024    | 23 – 24 marzo 2024            |

## Squadre qualificate
Alla corrente edizione hanno partecipato le squadre giunte tra il primo e l'ottavo posto nel proprio girone al termine del girone d'andata.
| Girone A | Girone A        | Girone B | Girone B            |
| Pos.     | Squadra         | Pos.     | Squadra             |
| 1        | Petrarca        | 1        | Benevento           |
| 2        | Pordenone       | 2        | Manfredonia         |
| 3        | Altamarca       | 3        | Melilli             |
| 4        | Leonardo        | 4        | Roma                |
| 5        | CDM Genova      | 5        | Lazio               |
| 6        | Elledì Fossano  | 6        | Itria               |
| 7        | Città di Mestre | 7        | Polisportiva Futura |
| 8        | Fenice          | 8        | Cesena              |

## Fase di qualificazione

### Regolamento
Tutto il torneo è articolato su gare con formula a eliminazione diretta. Le 16 squadre saranno assegnate alla posizione di tabellone in base alla loro classificazione al termine del girone d'andata, andando a formare un tabellone tennistico. Entrambi i turni preliminari si giocheranno in casa della squadra meglio classificata al termine del girone d'andata. Le 4 vincenti il secondo turno si qualificano alla Final Four in sede unica. In caso di parità al termine dei tempi regolamentari (in tutte le partite del torneo) sono previsti i tempi supplementari e, in caso di ulteriore parità, i tiri di rigore.

### I turno di qualificazione
Il I turno di qualificazione si è svolto tra il 23 gennaio e il 1º febbraio.
| Squadra 1   | Risultato   | Squadra 2           |
| ----------- | ----------- | ------------------- |
| Petrarca    | 2 - 0       | Fenice              |
| Leonardo    | 3 - 2       | CDM Genova          |
| Altamarca   | 6 - 4       | Elledì Fossano      |
| Pordenone   | 2 - 3 (dts) | Città di Mestre     |
| Benevento   | 2 - 1       | Cesena              |
| Roma        | 4 - 1       | Lazio               |
| Melilli     | 2 - 3       | Itria               |
| Manfredonia | 5 - 1       | Polisportiva Futura |

### II turno di qualificazione
Il II turno di qualificazione si è svolto tra il 13 e il 20 febbraio 2024.
| Squadra 1   | Risultato   | Squadra 2       |
| ----------- | ----------- | --------------- |
| Petrarca    | 5 - 1       | Leonardo        |
| Altamarca   | 3 - 7       | Città di Mestre |
| Benevento   | 3 - 4 (dts) | Roma            |
| Manfredonia | 2 - 3       | Itria           |

## Final Four
La Final Four si svolgerà in sede unica il 22 e 23 marzo presso il PalaErcole di Policoro (MT).

### Regolamento
In caso di parità al termine della gara di Finale erano previsti due tempi supplementari da 5' effettivi ciascuno; persistendo lo stato di parità si sarebbero svolti i tiri di rigore. Nelle semifinali non erano previsti tempi supplementari.

### Tabellone
|  | Semifinali      | Semifinali      | Semifinali |          |                 | Finale          | Finale | Finale |  |
|  |                 |                 |            |          |                 |                 |        |        |  |
|  | Città di Mestre | Città di Mestre | 2          |          |                 |                 |        |        |  |
|  | Città di Mestre | Città di Mestre | 2          |          |                 |                 |        |        |  |
|  | Roma            | Roma            | 1          |          |                 |                 |        |        |  |
|  | Roma            | Roma            | 1          |          | Città di Mestre | Città di Mestre | 1      |        |  |
|  |                 |                 |            |          | Città di Mestre | Città di Mestre | 1      |        |  |
|  |                 |                 | Petrarca   | Petrarca | 5               |                 |        |        |  |
|  | Petrarca (dtr)  | Petrarca (dtr)  | Petrarca   | Petrarca | 5               | 2 (5)           |        |        |  |
|  | Petrarca (dtr)  | Petrarca (dtr)  |            |          |                 |                 |        |        |  |
|  | Itria           | Itria           | 2 (4)      |          |                 |                 |        |        |  |

### Semifinali
| Arbitri: | Davide Copat (Pordenone) Daniele Filaninno (Jesi) |
| Crono:   | Paolo Milardi (Pescara)                           |

|                                    |           |                  |
| Murga 15'59'’ M. Bordignon 39'44'’ | Marcatori | 12'11'’ Lavrendi |

| Arbitri: | Andrea Barillà (Cinisello Balsamo) Alessandro Accomando (Olbia) |
| Crono:   | Bartolomeo Santarpia (Castellammare di Stabia)                  |

|                                                                       |                      |                                                    |
| V. Mello 21'27'’ Molaro 26'17'’                                       | Marcatori            | 4'35'’ Foppa 22'22'’ Araujo                        |
| F. Mello Molaro V. Mello Rafinha Novaes Marchese Benlamrabet Follador | Tiri di rigore 5 – 4 | Araujo Ricci Laddomada Bruno Rosato Miuli Semeraro |

### Finale
| Arbitri: | Antonio Nappo (Ercolano) Mattia Landi (Prato) Gioacchino Lattanzio (Collegno) |
| Crono:   | Andrea Dessi (Oristano)                                                       |

| |            | |
| Bebetinho 14'28'’ | Marcatori  | 6'43'’ F. Mello 7'38'’, 39'12'’ V. Mello 36'13'’ Rafinha Novaes 39'48'’ Molaro |
| Di Odoardo 1 Vailati 6 Pires 7 Crescenzo 11 Bebetinho 21 Mattiola 22 Bergamo 2 M. Bordignon 4 Ortolan 8 Murga 9 Ruzzene 15 Cianchi 17 | Formazioni | · 1 Bastini · 10 F. Mello 34'10'’ · 11 Rafinha Novaes 25'18'’ · 18 V. Mello · 2 Molaro · 12 Collattuzzo 29'25'’ · 21 Alves · 4 Lucacel · 5 Follador · 8 Cachero · 9 Marchese · 80 Benlamrabet 24'52'’ |
| Mirco Vecchiato | Allenatori | Luca Giampaolo |

## Classifica marcatori

### Totale
| Gol |  |  | Giocatore                | Squadra             |
| --- |  |  | ------------------------ | ------------------- |
| 4   |  |  | Daniel Araujo            | Itria               |
| 4   |  |  | Bebetinho                | Città di Mestre     |
| 4   |  |  | Victor Mello             | Petrarca            |
| 4   |  |  | Gonzalo Pires            | Città di Mestre     |
| 3   |  |  | Antonio Molaro           | Petrarca            |
| 3   |  |  | Davide Claudio Rei Moura | Manfredonia         |
| 2   |  |  | Diohan Barbieri          | Manfredonia         |
| 2   |  |  | Andrea Bastini           | Petrarca            |
| 2   |  |  | Marco Boaventura         | CDM Genova          |
| 2   |  |  | Daniele Cerbone          | Elledì Fossano      |
| 2   |  |  | Riccardo Crescenzo       | Città di Mestre     |
| 2   |  |  | Roberto Carlos Delmestre | Altamarca           |
| 2   |  |  | Carlo Houenou            | Altamarca           |
| 2   |  |  | Alexandre Maltauro       | Altamarca           |
| 2   |  |  | Fellipe Mello            | Petrarca            |
| 2   |  |  | Rafinha Novaes           | Petrarca            |
| 2   |  |  | Eduardo Ozzy Nicocelli   | Roma                |
| 1   |  |  | Rodrigo Acco             | Leonardo            |
| 1   |  |  | José Antonio Bobadilla   | Benevento           |
| 1   |  |  | Michele Bordignon        | Città di Mestre     |
| 1   |  |  | Giuliano Boscaro         | Altamarca           |
| 1   |  |  | Vincenzo Botta           | Benevento           |
| 1   |  |  | Wilmer Cabarcas          | Manfredonia         |
| 1   |  |  | Amor Chtioui             | Pordenone           |
| 1   |  |  | Christian Cianchi        | Città di Mestre     |
| 1   |  |  | Caique da Silva          | Roma                |
| 1   |  |  | Miguel Davila            | Elledì Fossano      |
| 1   |  |  | Francesco Dentini        | Cesena              |
| 1   |  |  | Fernando dos Santos      | Leonardo            |
| 1   |  |  | William Foppa            | Itria               |
| 1   |  |  | Moreno Gianino           | Melilli             |
| 1   |  |  | Alessio Guerini          | Roma                |
| 1   |  |  | Lorenzo Guerra           | Benevento           |
| 1   |  |  | Humberto Honorio         | Polisportiva Futura |
| 1   |  |  | Alessandro Laddomada     | Itria               |
| 1   |  |  | Matias Lara              | Roma                |
| 1   |  |  | Giuseppe Lavrendi        | Roma                |
| 1   |  |  | Jacopo Lupi              | Lazio               |
| 1   |  |  | Valerio Lutta            | Roma                |
| 1   |  |  | Vincenzo Milucci         | Benevento           |
| 1   |  |  | Jesús Murga              | Città di Mestre     |
| 1   |  |  | Michele Murgo            | Manfredonia         |
| 1   |  |  | Parrel                   | Petrarca            |
| 1   |  |  | Matteo Pusceddu          | Leonardo            |
| 1   |  |  | Pau Recasens             | Itria               |
| 1   |  |  | Ique Ribeiro             | Melilli             |
| 1   |  |  | Marco Rosato             | Itria               |
| 1   |  |  | Nicolò Sandri            | Elledì Fossano      |
| 1   |  |  | Gutierre Bastos Santos   | Leonardo            |
| 1   |  |  | Lolo Suazo               | Benevento           |
| 1   |  |  | Marco Zarantonello       | Altamarca           |
| 1   |  |  | Sadat Ziberi             | Pordenone           |

### Final Four
| Gol |  |  | Giocatore         | Squadra         |
| --- |  |  | ----------------- | --------------- |
| 3   |  |  | Victor Mello      | Petrarca        |
| 2   |  |  | Antonio Molaro    | Petrarca        |
| 1   |  |  | Daniel Araujo     | Itria           |
| 1   |  |  | Bebetinho         | Città di Mestre |
| 1   |  |  | Michele Bordignon | Città di Mestre |
| 1   |  |  | William Foppa     | Itria           |
| 1   |  |  | Giuseppe Lavrendi | Roma            |
| 1   |  |  | Fellipe Mello     | Petrarca        |
| 1   |  |  | Jesús Murga       | Città di Mestre |
| 1   |  |  | Rafinha Novaes    | Petrarca        |